# 草原雕
草原雕（英語：Steppe Eagle），俗名草原鹰、大花雕、角鹰，是鷹形目鹰科雕属的鸟类。属于大型猛禽，主要分佈於歐亞大陸和北非。常见于中国北方的干旱平原，迁徙时见于中国的多数地区；越冬于贵州、广东及海南岛。草原雕目前数量稀少，属于中华人民共和国国家二级保护动物。
该物种曾与茶色雕（Aquila rapax，非洲草原雕）视为同种，后因形态和解剖学上差异而被分开，与之区别时又称为亚洲草原雕。

## 外部連結
- BirdLife物种一览表：Aquila nipalensis
- Lepage, D. . Avibase: The world bird database. Bird Studies Canada. 2004 （英语）.
- 互聯網鳥類收藏上有关草原雕的錄像、照片和音頻
- VIREO上草原雕的圖片
- Xeno-canto上有关Steppe eagle的錄音